# 莫斯科市旗
莫斯科市旗，是一面红色带市徽的旗帜。中间的图案为身着骑士姿态、带着佩剑的勇士，身穿盔甲和蓝色斗篷，右手拿着金矛，骑着一匹银色的马。传说其名称为圣乔治和龙，其源于俄罗斯国徽的两大元素之一（双头鹰和骑马斩龙的“英雄”）早于彼得大帝的时期。然而，今天官方的描述没有表示中间骑在马上的是圣乔治，主要是为了维持现代俄罗斯的世俗形象。
该市旗于1995年2月1日获得通过。比例2:3。